# Flying Carrousel
Flying Carrousel is een zweefmolen van het type wellenflug in het Belgische dieren- en attractiepark Bellewaerde, te Ieper. De attractie werd gebouwd door de Duitse attractiebouwer Zierer en staat in het themagebied Kidspark.

## Verloop
Tijdens de rit gaat eerst de toren omhoog, waarna de kop enkele graden kantelt. Zo bereikt men, met behulp van middelpuntvliedende kracht, een maximale hoogte van zo'n 10 meter. Een rit duurt ongeveer 2 minuten, waarbij een maximale snelheid van 40 kilometer per uur gehaald wordt.
Afbeeldingen